# آویگدور لیبرمن
آویگدور لیبرمن (به عبری: אביגדור ליברמן) متولد ۵ ژوئن ۱۹۵۸ یک سیاست‌مدار اسرائیلی متولد کیشینف، مولداوی است که پست وزارت دفاع این کشور را برعهده داشت. وی رئیس حزب ملی‌گرای افراطی اسرائیل خانه ما است.
وی در ۳۱امین دولت اسرائیل، وزیر سیاست‌های راهبردی اسرائیل بود. لیبرمن طرحی جنجالی را برای تأسیس کشور فلسطین ارائه داده که بر اساس آن مناطق عمدتاً عرب‌نشین اسرائیل به فلسطین واگذار شده و در عوض مناطق عمدتاً یهودی‌نشین کرانه باختری به اسرائیل منضم می‌شود.

## زندگی
او دوران خدمت وظیفه عمومی خود را در نیروهای دفاعی اسرائیل گذرانده‌است و توانسته از دانشگاه عبری اورشلیم در علوم سیاسی و روابط بین‌المللی در مقطع لیسانس فارغ‌التحصیل شود

## باورهای سیاسی
اسرائیل خانه ما در جریان انتخابات ۲۰۰۹اسرائیل با شعار «وفاداری نباشد، ملیتی نیست» به کینه‌ورزی علیه شهروندان عرب اسرائیلی متهم شد. لیبرمن و حزبش خواهان سوگند خوردن تمام شهروندان اسرائیل (از جمله اعراب) در وفاداری به دولت اسرائیل برای تأیید تابعیت آنها شده بودند. وی تهدید کرده بود که در غیر این صورت، آنها بایستی اسرائیل را ترک کنند.
آویگدور لیبرمن در مه ۲۰۱۱ به دیپلمات‌ها و سفیران کشورهای خارجی در اورشلیم گفت: «شهرک‌سازی در کرانه غربی رود اردن و اورشلیم متوقف نخواهد شد؛ نه برای سه ماه، نه برای سه روز و نه حتی برای سه ساعت».

## جنگ اسرائیل و حماس
لیبرمن در ۱۴ فوریه ۲۰۲۴ و در جریان جنگ اسرائیل و حماس از دولت نتانیاهو به دلیل مذاکره با مصر و قطر و تأخیر در آغاز عملیات حمله به شهر رفح غزه به دلیل ملاحظات کشور مصر به شدت انتقاد کرد. وی ادعا کرد که همه موشک‌های ضد تانک در اختیار حماس از طریق شبه‌جزیره سینا و از مرز با مصر به غزه قاچاق می‌شوند. وی خواهان تسریع در حمله به رفح و کنترل این شهر و محور فیلادلفیا زیر نظر اسرائیل شد.
وزیر پیشین جنگ اسرائیل و عضو کنست همچنین اظهار داشت که مصری‌ها نمی‌توانند از مسئولیت خود در قبال سیاست یک بام و دو هوا و بازی تفرقه بینداز و حکومت کن فرار کنند و روش برخورد کنونی با آنها غیرقابل تحمل است و من درک نمی‌کنم که چرا گفتمان دولت با مصر صریح و قاطع نیست. وی خطاب به مصر و سایر میانجی‌ها گفت: مشکل اصلی محور فیلادلفیا است و هر اندازه عصبانی باشید باز هم ما به رفح حمله می‌کنیم.